# Steinkarspitze (Karwendel)
La Steinkarspitze (aussi Steinkarlspitze) est une montagne d'une altitude de 2 015 m dans le massif des Karwendel.

## Géographie

### Topographie
La Steinkarspitze se situe à la frontière entre l'Allemagne et l'Autriche. Le double sommet est divisé en une Steinkarspitze orientale et une Steinkarspitze occidentale, cette dernière entièrement en territoire bavarois.

## Ascension
La montée se fait facilement pour le sommet occidental, la transition vers le sommet oriental par la profonde brèche sommitale est difficile.